# Honington (Warwickshire)
Honington – wieś i civil parish w Anglii, w hrabstwie Warwickshire, w dystrykcie Stratford-on-Avon. Leży 23 km na południe od miasta Warwick i 121 km na północny zachód od Londynu. W 2011 roku civil parish liczyła 250 mieszkańców. Honington jest wspomniana w Domesday Book (1086) jako Hunitone.